# Actaea racemosa
L'Actaea racemosa, del llatí cimicis i fugio que significa "insectes en fuga" en virtut de la creença que la seva aroma repel·lia els insectes; també anomenada cimicífuga, serpentaria, squash, black cohosh, herba de la xinxa, herba de Christoph o escurçó negre; va ser descrita en primera instància pel botànic Plukenet el 1696 i posteriorment al segle xviii per Linné. Els natius nord-americans la utilitzaven amb freqüència per a tractar les irregularitats menstruals, facilitar el part i sota la forma de cataplasma per a tractar mossegades de serp. El 1828 va ser incorporada a la pràctica mèdica sent una de les preferides per l'escola fisiomèdica de Turner, que també la recomanaven com antihipertensiva, sedant, febrífuga i antiinflamatòria en casos de processos reumàtics. El 1860 es va dur a Europa per recomanació de Colden qui suggeria el seu ús com estimulant uterí. Al segle xix va ser molt popular un tònic femení anomenat Compost Vegetal Lydia Pinkham, en el que un dels seus ingredients era el rizoma de la C. racemosa.

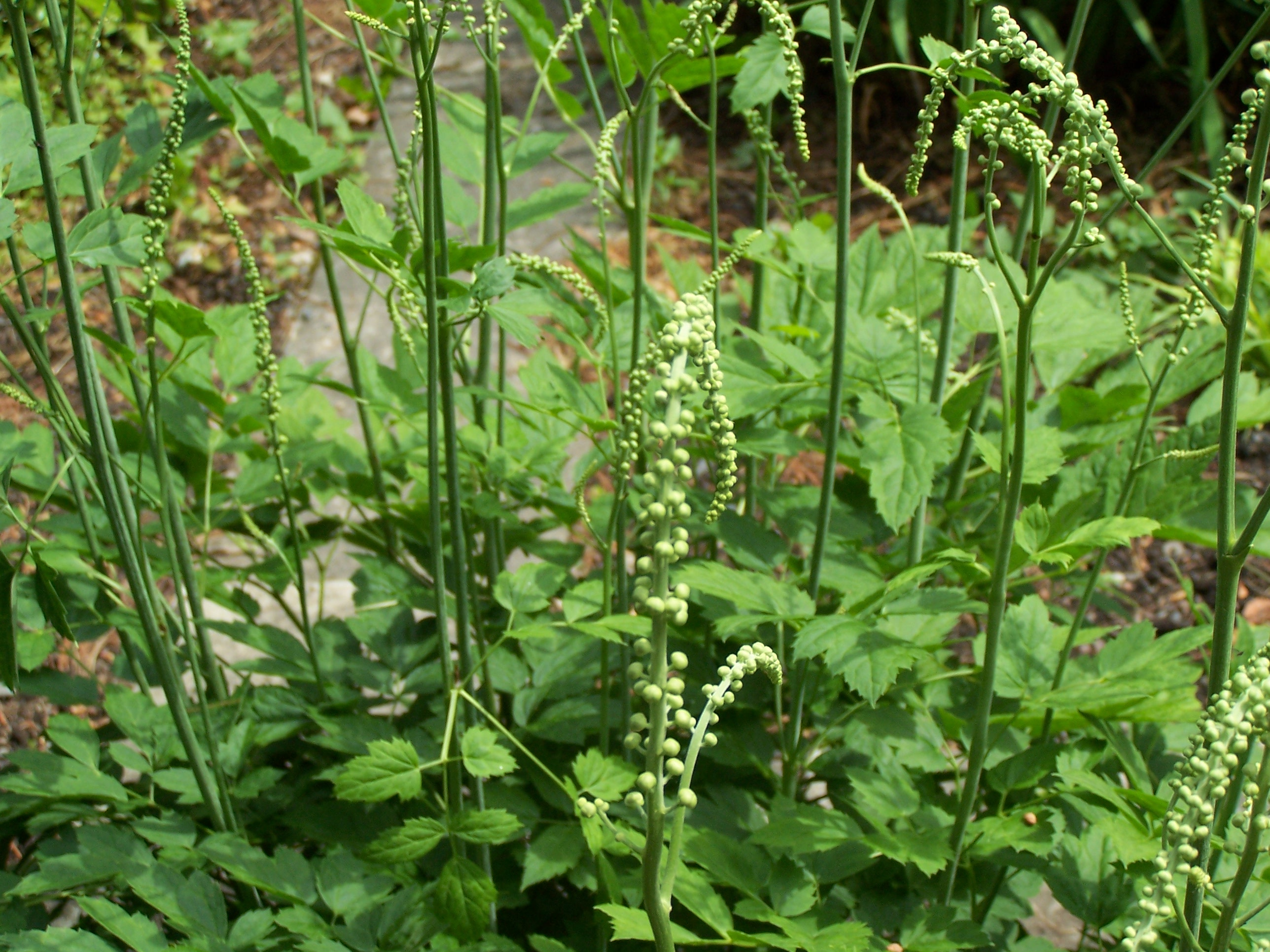
Cimicifuga racemosa (L.) Nutt. (1818)

La cimicífuga va ser considerada droga oficial en la farmacopea nord-americana fins a 1936, any corresponent a la revisió de l'11a edició. No obstant això, a partir de les primeres proves farmacològiques assolides en animals per Gizycki en 1944, la cimicífuga va ser tinguda en compte per l'àmbit mèdic. Entre 1950 i 1960 s'havien reportat 1738 casos documentats a través de publicacions ginecològiques. En 1962 els pacients avaluats van ser 1.500 a través de 14 estudis clínics. D'aquí fins als nostres dies van continuar els estudis fins a corroborar l'eficàcia d'aquest producte. No obstant això, és més reconeguda encara en països europeus com Alemanya, que en el seu propi país d'origen.

## Ecologia
La Cimicifuga racemosa viu en els boscos dels Estats Units d'Amèrica, principalment als estats de Carolina del Nord, Virgínia, Louisiana, i també al Canadà. És una planta que sol mesurar entre uns trenta i seixanta centímetres d'alçada, de fulles perennes, pinnades dobles, agrupades en penjolls i tall prim. L'arrel és rastrera i fibrosa, i presenta una olor penetrant al fregar-la, amb un gust que recorda a l'essència de trementina. Presenta unes flors de color vermell obscur. Sol créixer en zones de mitja ombra.

## Descripció morfològica i botànica
És una planta herbàcia, perenne, pertanyent a la família de les Ranunculàcies, caracteritzada per formar grups de la seva mateixa espècie, que acostuma a mesurar entre 1 i 3 metres d'alçada, rizoma fosc i gruixut; de tija herbàcia tipus acaule, proveïda de solcs; fulles grans de nervadura pennada, disposició alternada, marge dentat amb base asimètrica, amb inserció sèssil a la tija i compostes de 2 a 5 folíols lobulats i dentats, de color vermell profund, gairebé negre; inflorescència racemosa en forma de raïm, formada per flors blanc-cremoses brillants d'aroma fètid disposades en penjoll terminal, en unes tiges primes ramificades, que apareixen entre l'estiu i la tardor. Els seus fruits són silícules.
El gènere Cimicifuga comprèn 18 espècies, de les quals una és nativa d'Europa (C. europaea), sis d'Amèrica del Nord (C. americana, C. arizonica, C. laciniata, C. elata, C. racemosa i C. rubifolia) i la resta del nord-est d'Àsia, entre les quals destaquen C. foetida i C. dahurica.

## Farmacologia

### Part utilitzada
Rizoma i arrels, madurs secs i tallats.

### Composició química
- Alcaloides quinolizidínics: N-metilcitisina i altres sense identificar encara.
- Glucòsids triterpènics: acteïna, 12-acetil-acteïna, 27-desoxiacteïna, cimigòsid, cimicifugina (15-20%).
- Altres: tanins, compostos àcids (acètic, butíric, fòrmic, gàl·lic, isoferúlic, oleic, palmític, salicílic),
- Principi estrogènic: formononetina (isoflavona), principis amargs, reïna (acteïna en complex mixt), fitoesterols, oli essencial.
- Vitamines A i B5.

### Mecanisme
A nivell experimental, els components de la droga s'uneixen a receptors d'estrògens, no obstant això no té efectes uterotròpics ni vaginotròpics, en el sentit d'un efecte estrogènic. En investigacions experimentals efectuades, tant in vitro com in vivo, amb línies de cèl·lules canceroses mamàries estrogen-receptor-positives, l'extracte isopropanòlic aquós de rizoma de Cimicífuga racemosa L. no ha induït la proliferació cel·lular, no obstant això, aquests resultats haurien de ser confirmats amb posteriors investigacions. Els resultats indiquen que aquest medicament no té efecte hormonal, excepte en tumors hormono-dependents, on encara falten estudis.

### Usos medicinals
Els extractes de cimicífuga poden ser indicats com a teràpia de reemplaçament hormonal en casos que aquesta estigui contraindicada, podent-se administrar sense perill durant 3 a 6 mesos continus, segons es desprèn de l'experiència clínica realitzada amb més de 1.700 pacients. Per altra banda s'ha vist efectiva en la reducció de símptomes menopàusics tals com sufocacions, palpitacions, insomni, depressió, dismenorrees i ansietat. Actualment més d'un milió i mig d'europees consumeixen extractes de cimicífuga amb aquests propòsits (Leigh I., 1998).

### Posologia
Entre els usos populars de la cimicífuga figura la seva ocupació com antirreumàtic, antiespasmòdic, regulador del cicle menstrual, analgèsic, antineurític i ansiolític. A tals efectes s'empra la decocció del rizoma a l'1%, a raó d'1-2 tasses diàries. En forma d'extracte fluid (1g = 45 gotes) s'utilitzen 50-150 gotes diàries repartides en 3 preses. Com tintura (1:10 en 60% d'alcohol) es recomanen 2-4 ml diaris.
A Europa es comercialitza l'extracte etanòlic del rizoma de cimicífuga (Remifeminâ) com a tractament dels fenòmens climatèrics, especialment per a atenuar la calor i estats depressius concomitants. Aquest producte estandarditzat conté 2 mg de la fracció triterpenoide. A l'Argentina ja es troba al mercat un producte similar denominat Menofemâ. Per altra banda la cimicífuga és molt emprada dintre del sistema de tractament homeopàtic en dosis infinitesimals, per a tractar molèsties en l'embaràs, dolors de part, cefalees i estats depressius.

### Accions farmacològiques
Antiespasmòdic, hipotensor i emmenagog, segons alguns autors aquests efectes venen produïts per l'àcid fukinòlic, que ha mostrat activitat estrogènica. S'acostuma a utilitzar en forma d'infusió per tractaments de les alteracions del sistema reproductor femení, en casos de menstruació dolorosa o retardada. També sembla eficaç en el tractament de marejos i altres alteracions de la menopausa. El tractament sol durar entre tres i sis mesos.
La Cimifuga racemosa s'ha mostrat efectiva també en el tractament d'artritis reumàtica, osteoartritis i dolor muscular o neurològic. També s'ha mostrat efectiva en el tractament de tinnitus.

### Toxicitat
No s'aconsella l'ús d'aquesta planta durant l'embaràs ni es recomana el seu consum en pacients amb càncer de mama. Pot produir molèsties estomacals i cefalees, així com pesadesa de cames i augment de pes. En canvi no es coneixen els possibles efectes adversos associats a un tractament crònic.
En referència a algun cas d'hepatotoxicitat observada en pacients tractats amb Cimicifuga, tenint en compte que la relació causa-efecte no està molt clara, alguns autors recomanen una vigilància dels enzims hepàtics durant tractaments crònics.
Ha estat assenyalat que dosis excessives poden provocar símptomes tals com nàusees, vòmits, vertígens, bradisfigmia, trastorns visuals i nerviosos (Duke J., 1985; Maber R., 1988). No obstant això, gran part d'aquests símptomes corresponien a cites realitzades en el segle passat referides a l'ocupació de cimicífuga en forma homeopàtica, segons una revisió recent (Beuscher N., 1996). Els estudis de mutagenicitat i carcinogenicitat han resultat negatius. Estudis de toxicitat crònica a 6 mesos d'administració contínua en rates van demostrar efectes tòxics amb dosis equivalents a 90 vegades la dosi humana. Per tal motiu la Comissió "I" d'Alemanya limita l'ús de cimicifuga a sis mesos, havent de realitzar descansos. Estudis en humans van revelar alguns malestars estomacals o intestinals aïllats (Stolze H., 1982; Beuscher N., 1996; Liske I., 1998).
La descripció botànica més antiga data del segle xvii i va ser realitzada per R. Morrison. Descriu la Cimicifuga com Christophoriana canadensis, i des d'aquest nom deriva probablement l'antic nom que ja no s'utilitza d'herba de Christoph. Els americans nadius ja utilitzaven el rizoma de Cimicifuga racemosa com a medicina valuosa. La utilitzaven en moltes indicacions com l'alleugeriment del dolor menstrual i del part. L'arrel fresca s'aplicava externament en mossegades de serp de cascavell. El rizoma també es va utilitzar per a tractar malestar general, malalties renals, reumatisme i malària. A principis del segle xvii, la Cimicifuga va ser descrita al jardí botànic americà de John Bartram. Ja el 1743 el mèdic Colden va recomanar Cimicifuga per al tractament de les úlceres cirròtiques i la inducció del part. En els anys següents es va incloure en la Materie Medica de Linné. La cimicífuga va ser introduïda en ginecologia cap a principis del segle xviii i es va utilitzar en el tractament dels símptomes del climateri. La monografia de la Comissió I alemanya reflecteix l'ús ben documentat de Cimicifuga recemosa en símptomes premenstruals, dismenorrea i símptomes neurovegetatius al climateri.

### Sobredosi
En cas de sobredosificació es poden intensificar les alteracions gastrointestinals. En aquest cas, s'ha de suspendre el tractament i avaluar la situació clínica.

### Contraindicacions
Dosis altes han provocat en rates prenyades naixements prematurs, per tal motiu no es recomana la seva ocupació durant l'embaràs. Així mateix, estudis previs realitzats en úter aïllat de rates havien suggerit una afinitat dels extractes de cimicífuga per receptors estrogènics (Duke J., 1985). No obstant això un informe recent va determinar que l'extracte aquós isopropanòlic del rizoma de cimicífuga (comercialment Remifemino) no estimula la proliferació de receptors estrogènics positius per a cèl·lules de càncer de mama. L'extracte de cimicífuga va demostrar de manera dosi-depenent, inhibir la síntesi d'ADN antagonitzant l'activitat estrogènica de l'estradiol. De la mateixa manera va evidenciar augmentar l'activitat antiproliferativa del tamoxifèn. Tot això suggereix que no existirien contraindicacions per a l'ús de preparats comercials de cimicifuga per a ser emprats en pacients amb antecedents d'història de càncer de mama (Blumenthal M. et al.., 1998; Freudenstein J. & Bodinet C., 1999).

### Precaucions
Tumors hormono-dependents (càncer de mama, càncer uterí, càncer d'endometri): la falta d'estudis en dones amb tumors hormono-dependents desaconsellen el seu ús en aquesta població. Si durant el tractament hagués sensació de pressió i augment al pit, reaparició de la menstruació, així com en cas de molèsties persistents i no definides, haurà d'avaluar-se la situació clínica.